# Cylindroiulus
Cylindroiulus is een geslacht van miljoenpoten uit de familie Julidae.

## Soorten
- Cylindroiulus abaligetanus
- Cylindroiulus aetnensis
- Cylindroiulus anglilectus
- Cylindroiulus aostanus
- Cylindroiulus apenninorum (Haagse kronkel)
- Cylindroiulus arborum (Zuidelijke Kronkel)
- Cylindroiulus aternanus
- Cylindroiulus attenuatus
- Cylindroiulus bellus
- Cylindroiulus boleti
- Cylindroiulus boreoibericus
- Cylindroiulus brachyiuloides
- Cylindroiulus britannicus (Britse kronkel)
- Cylindroiulus broti
- Cylindroiulus burzenlandicus
- Cylindroiulus caeruleocinctus (Brede kronkel)
- Cylindroiulus cambio
- Cylindroiulus cantonii
- Cylindroiulus caramujensis
- Cylindroiulus chalandei
- Cylindroiulus cristagalli
- Cylindroiulus dahli
- Cylindroiulus decipiens
- Cylindroiulus digitus
- Cylindroiulus disjunctus
- Cylindroiulus dubius
- Cylindroiulus exiguus
- Cylindroiulus fenestratus
- Cylindroiulus festai
- Cylindroiulus fimbriatus
- Cylindroiulus finitimus
- Cylindroiulus franzi
- Cylindroiulus fulviceps
- Cylindroiulus gemellus
- Cylindroiulus generosensis
- Cylindroiulus gestri
- Cylindroiulus gigas
- Cylindroiulus gregoryi
- Cylindroiulus hirticauda
- Cylindroiulus horvathi
- Cylindroiulus ibericus
- Cylindroiulus iluronensis
- Cylindroiulus infernalis
- Cylindroiulus insolidus
- Cylindroiulus italicus
- Cylindroiulus julipes
- Cylindroiulus kappa
- Cylindroiulus lagrecai
- Cylindroiulus latestriatus (Zandkronkel)
- Cylindroiulus latro
- Cylindroiulus latzeli
- Cylindroiulus laurisilvae
- Cylindroiulus limitaneus
- Cylindroiulus londinensis
- Cylindroiulus lundbladi
- Cylindroiulus luridus
- Cylindroiulus madeirae
- Cylindroiulus meinerti
- Cylindroiulus molisius
- Cylindroiulus numerosus
- Cylindroiulus obscurior
- Cylindroiulus pallidior
- Cylindroiulus parisiorum (Stipkronkel)
- Cylindroiulus pelatensis
- Cylindroiulus perforatus
- Cylindroiulus propinquus
- Cylindroiulus punctatus (Knotskronkel)
- Cylindroiulus pyrenaicus
- Cylindroiulus quadratistipes
- Cylindroiulus rabacalensis
- Cylindroiulus rubidicollis
- Cylindroiulus rufifrons
- Cylindroiulus sagittarius
- Cylindroiulus salicivorus
- Cylindroiulus sanctimichaelis
- Cylindroiulus sangranus
- Cylindroiulus sardous
- Cylindroiulus schubarti
- Cylindroiulus segregatus
- Cylindroiulus siculus
- Cylindroiulus solarius
- Cylindroiulus solis
- Cylindroiulus sorrentinus
- Cylindroiulus speluncaris
- Cylindroiulus strasseri
- Cylindroiulus transmarinus
- Cylindroiulus tricuspis
- Cylindroiulus truncorum (Stompe kronkel)
- Cylindroiulus turinensis
- Cylindroiulus uncinatus
- Cylindroiulus uroxiphos
- Cylindroiulus velatus
- Cylindroiulus ventaneana
- Cylindroiulus verhoeffi
- Cylindroiulus vulnerarius (Blinde kronkel)
- Cylindroiulus waldeni
- Cylindroiulus xynon
- Cylindroiulus ynnox
- Cylindroiulus zarcoi